# Vertical Interval TimeCode

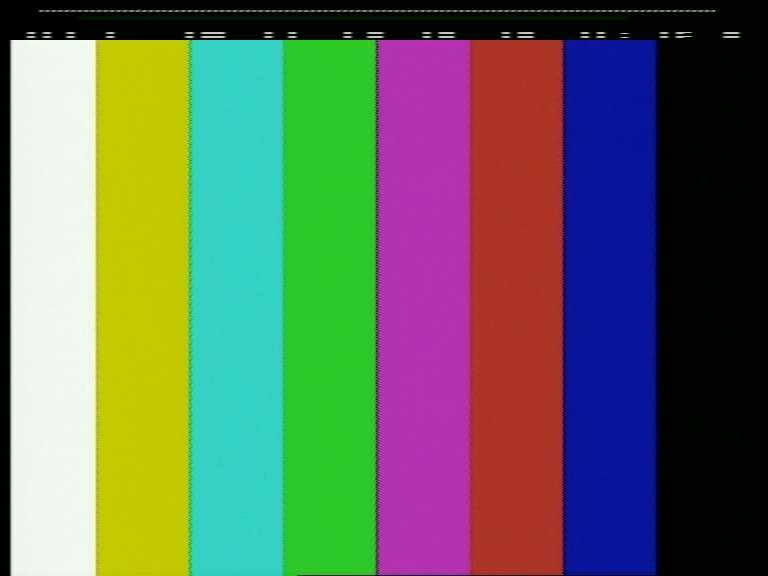
Darstellung eines VITC in einem PAL-Signal

Der Vertical Interval TimeCode (VITC, sprich „vit-si“) ist eine Zeitcodierung mit Zeitstempel (Timecode) bei der Magnetbandaufzeichnung.
Durch den VITC kann jedes Bild einer Videoaufzeichnung adressiert werden, um später z. B. von einem Schnittgerät aufgefunden zu werden. Der Timecode wird in der vertikalen Austastlücke (engl. vertical interval) eines Videobildes aufgezeichnet. Dadurch ist dieser Timecode nachträglich nicht bearbeitbar und kann nur gleichzeitig mit dem Video aufgezeichnet werden. Der Vorteil von VITC ist, dass er auch bei langsamen Bandgeschwindigkeiten bzw. bei Bandstillstand ausgelesen werden kann. Für höhere Bandgeschwindigkeiten kann der LTC genutzt werden.